# 卡内德萨拉尔
卡内德萨拉尔（法語：Canet-de-Salars，法語發音：[kanɛ də salaʁ]）是法国阿韦龙省的一个市镇，属于罗德兹区。该市镇2009年时的人口为431人。

## 人口
卡内德萨拉尔人口变化图示
| 数据来源：INSEE |